# أولاد بن مبارك (الرياحنة ايغود هل سوس)
أولاد بن مبارك هو دُوَّار يقع بجماعة إيغود، إقليم اليوسفية، جهة مراكش آسفي في المملكة المغربية. ينتمي الدوّار لمشيخة الرياحنة ايغود هل سوس التي تضم 20 دواوير. يقدر عدد سكانه بـ 492 نسمة حسب الإحصاء الرسمي للسكان والسكنى لسنة 2004.

## روابط خارجية
- البوابة الوطنية للجماعات الترابية
- المندوبية السامية للتخطيط